# Wangunsari (Rancah)
Wangunsari is een bestuurslaag in het regentschap Ciamis van de provincie West-Java, Indonesië. Wangunsari telt 2017 inwoners (volkstelling 2010).